# Megaulacobothrus fuscipennis
Megaulacobothrus fuscipennis är en insektsart som beskrevs av Andrew Nelson Caudell 1921. Megaulacobothrus fuscipennis ingår i släktet Megaulacobothrus och familjen gräshoppor. Inga underarter finns listade i Catalogue of Life.